# The Job Lot – Das Jobcenter
The Job Lot – Das Jobcenter ist eine britische Sitcom (Britcom) aus dem Jahr 2013, die von den Mitarbeitern in einem Jobcenter in den West Midlands (an einem fiktiven Standort Brownall) handelt. Die Serie wurde von Hannah Pescod produziert, und für das Drehbuch waren Claire Downes, Stuart Lane und Ian Jarvis zuständig. ITV zeigte die erste Staffel; die zweite und dritte Staffel wurde von ITV2 ausgestrahlt.
Russell Tovey gab im Dezember 2016 bekannt, dass es vorerst keine vierte Staffel geben wird und die Serie damit nicht weiter fortgesetzt wird.
In Deutschland erfolgte im April 2017 die Erstausstrahlung auf dem ARD-Digitalkanal One, auf funk auch in der englischen Originalfassung.

## Handlung
Im Fokus der Serie stehen die Mitarbeiter eines Jobcenters in der fiktiven Ortschaft Brownall in den West Midlands. Hauptprobleme im Jobcenter sind unter anderem ihre Klienten, die häufig nicht vermittelt werden können. Darüber hinaus befassen sie sich vor allem mit ihren Beziehungen zueinander und aktuellen Ereignissen, wie der Besuch eines ranghohen Politikers oder der Senkung von Vermittlungskosten. Ihre Unternehmungen führen dabei oft in Katastrophen. So nimmt zum Beispiel ein aufgebrachter, arbeitsloser Countrysänger die Leiterin Trish in einer Episode als Geisel.

## Figuren

### Patricia „Trish“ Collingwood
Die etwa vierzigjährige Patricia Collingwood, von ihren Mitarbeitern „Trish“ genannt, ist die neurotische Leiterin des Jobcenters. Markant ist vor allem ihr stetiges Lächeln, mit dem sie jede Situation zu meistern versucht.
Als Leiterin ist sie mit den verschiedensten Aufgaben beschäftigt, die neben der Betreuung der Mitarbeiter und des Jobcenters auch die Ausrichtung von Feierlichkeiten umfassen. Stets hat sie neue Ideen, die jedoch meistens nicht erfolgreich sind (beispielsweise ein Whirlpool im Eingangsbereich), um dem Jobcenter neuen Schwung zu geben. Oft enden diese in einer Katastrophe. Ab der zweiten Staffel steht ihr hierbei ihre neue Stellvertreterin, Nathalie Mason, bei, die sie auch als Freundin betrachtet. Dabei verlassen sich die beiden auf ihre Mitarbeiter, werden aber häufig durch die Mitarbeiterin Angela, die sie möglichst versuchen, zu umgehen, in vielen Situationen ausgebremst.
Trish ist weiters geschieden und hat keine Kinder, beginnt aber eine Affäre mit dem jüngeren Tom, dem Mitbewohner von Karl, die Trish allerdings beendet. Ihr inniger Kinderwunsch, der mit einer Samenspende von Karl ermöglicht werden soll, wird nach einigen Missverständnissen mit Karl nicht weiter thematisiert.

### Karl Lyndhust
Der romantisch veranlagte Berater Karl träumt meist von einem besseren Leben. Ursprünglich ist er studierter Kunsthistoriker gewesen. Mit wagemutigen Aktionen, die nicht selten ohne Erfolg verlaufen, versucht er, über seinen Schatten zu springen. So brechen Karl und Ash nachts in das Jobcenter ein, um einen Bewertungsbogen mit einer schlechten Bewertung über Ash zu stehlen. Dabei werden sie jedoch zufällig von Trish überrascht und niedergeschlagen.
Als Jobvermittler ist er zwar gern gesehen, der volle Vermittlungserfolg bleibt jedoch aus. Interesse kann er eher bei Frauen wecken. Seine große Liebe, Trishs Stellvertreterin Nathalie, geht aber erst keine Beziehung mit ihm ein, da sie ein Verhältnis am Arbeitsplatz für ungut hält. Karl lebt zusammen mit Tom in einer WG, bis dieser in der dritten Staffel umzieht und Nathalie bei ihm einzieht. Sein Heiratsantrag scheitert, nachdem er einen Ring gestohlen hat.

### Nathalie Mason
Die 25 Jahre alte Nathalie wechselt zu Beginn der zweiten Staffel als Trishs Stellvertreterin ins Jobcenter von Brownall. Als Freundin und Beraterin steht Nathalie Trish tatkräftig zur Seite, um gemeinsame Ziele durchzusetzen wie auch Probleme zu lösen und das Jobcenter innovativ zu fördern. Dabei ist auch ihr Angela ein Dorn im Auge.
Nathalie hat vorher als Personalmanagerin gearbeitet. Nathalie ist zuerst Single, bis sie nach vorläufigem Widerwillen eine Beziehung mit Karl eingeht. Hierbei geht sie Karl ebenso zur Hand und unterstützt ihn. Beispielsweise versucht sie mit Brioney einen Ring zu einem Juwelier zurückzubringen, den Karl für sie gestohlen hat. Dieses Unternehmen scheitert allerdings.

### Angela Bromford
Angela ist eine miesepetrige, hochnäsige und gefühlskalte Beraterin im Jobcenter. Sie ist dort als einzige Mitarbeiterin seit der Eröffnung vor 25 Jahren angestellt. Zu ihren Markenzeichen zählen eine strenge Brille, blaue Strickjacke und eine kleine Haarspange in dem ansonsten peinlich glatt gekämmten Haar.
Angela beharrt immer auf ihr Recht. Sie kennt sich äußerst gut mit allen möglichen Gesetzen aus und führt eine sehr gute Vermittlungsbilanz, greift aber bei der Vermittlung der Arbeitslosen ebenso hart durch bzw. lässt sie kalt auf sich allein gestellt einen Job suchen. So kürzt sie in einer Episode gefühllos Beihilfen und vermerkt sie mit Smileys in einem Wochenplan.
Zu ihren Kollegen und Klienten ist sie meist unfreundlich und abweisend, doch wünscht sie sich in aufregenden Situationen auch Anerkennung bzw. Zuwendung. Sie verfolgt mehrere Nebenaktivitäten im Jobcenter. Als Brandschutzbeauftragte löst sie zum Beispiel einen Streik aus, weil sie mehr Ausgaben für den Brandschutz fordert und Trish und Nathalie als Konsequenz die Weihnachtsfeier streichen.
Privat ist Angela eine Liebhaberin von Katzen. Einmal versteckt sie eine schwangere Katze in einer Schublade ihres Schreibtisches im Jobcenter und entbindet sie schließlich in Bryonys Kinderwagen. Sie scheint, neben ihrem Hauptberuf im Jobcenter, von den Sozialbezügen ihrer (eigentlich verstorbenen) Mutter zu leben, was in der letzten Episode durch ihre ehemalige Vorgesetzte Maggy aufgeklärt wird. Diese denkt bei Angela immer noch an den glücklichen, lustigen Menschen mit Zöpfen, der Angela einst gewesen sein soll. Maggy verstirbt in derselben Episode an einem Herzinfarkt, nachdem Angela ihr wohl ihre Tabletten vorenthalten hat.

### Janette Hodgkins und Paul Franks
Janette und Paul sind als Securities für die Sicherheit im Jobcenter zuständig. Zu ihren Aufgaben zählen neben dieser auch der Empfang der Arbeitssuchenden und das Auf-/Zuschließen des Centers. Paul ist verheiratet, seine Frau verlässt ihn im Laufe der Serie, und er zieht vorübergehend in seinen Wohnwagen im Hinterhof. Janette hat eine hilfsbereite Art und greift gerne unter die Arme. Zum Beispiel bringt sie Paul Essen, als er im Wohnwagen mit Trish ein Gespräch hat und diese sich aus Angst im Bett versteckt, was Janette jedoch als falsch interpretiert.
Bei einer Geiselnahme durch einen arbeitslosen Countrysänger verpassen Janette und Paul ihre wohl einzige Chance, sich als Security zu beweisen: Sie spielen beide im Hinterhof Tennis.

### George Dhot
Auch George ist als Mitarbeiter im Jobcenter tätig. Sein Hauptbereich sind Betrugsfälle von Sozialleistungen, die er versucht, unter Einsatz von ungewöhnlichen Mitteln, wie mit Nachtsichtgeräten oder Elektroschockern, aufzuklären.

### Danielle Fisher
Die kürzlich Mutter gewordene Beraterin Danielle kehrt mit der ersten Episode der Serie wieder an ihren Arbeitsplatz zurück, worüber sie auch heilfroh ist. Mit Karl entwickelt sie eine Art Beziehung, die durch ihr kommentarloses Ausscheiden mit Beginn der zweiten Staffel nicht weiter thematisiert wird.

### Ash
Ash wird in der dritten Staffel als neuer Bezirkspsychologe eingeführt. Er ist freundlich und gebildet. Auch bemüht er sich, seinen Mitarbeitern psychologisch beizustehen und Situationen zu entschärfen. Dies gelingt ihm nie wirklich. Oft wird er dabei selbst ängstlich oder verschlimmert die Sachlage deutlich, als Trish zum Beispiel als Geisel genommen wird.

### Bryony West
Die jugendliche Bryony ist einer der Dauerklienten im Jobcenter und wird vor allem durch Karl betreut. Auch ihre Mutter und Großmutter (die ihr verblüffend ähnlich sehen) suchen das Jobcenter auf. Die angebotenen Jobs kann sie meist nicht annehmen; sie begründet dies mit diversen Entschuldigungen. Ihre eigenen, oft unrealistischen Jobideen sind dabei ebenfalls zum Scheitern verurteilt. Hier lässt sich ihre Idee, in einer Stripteasebar aufzutreten, anführen, die zuerst noch durch Nathalie und Trish mit Tanzübungen unterstützt, aber letztendlich nicht weiter verfolgt wird.

## Ausstrahlung
ITV strahlte die Serie das erste Mal am 29. April 2013 im Abendprogramm zusammen mit der ebenfalls neu produzierten Serie Vicious aus. The Job Lot hatte hier mit 4,7 Millionen Zuschauern einen Marktanteil von 20,6 %. Die Zuschauerzahlen von The Job Lot sanken im Juni 2013 jedoch auf weniger als zwei Millionen. Das weitere Vorgehen für beide Serien blieb ungewiss, denn auch Vicious verlor an Marktanteil. Im August 2013 wurde bekannt, dass eine zweite Staffel für beide Serien in Auftrag gegeben wurde. Gleichzeitig wurde die Verlegung von The Job Lot auf den Spartenkanal ITV2 bekannt gegeben.
Die Serie wurde ab dem 20. April 2017 auf dem Fernsehsender One donnerstags in Deutsch erstausgestrahlt. Seither wird die Serie hin und wieder wiederholt.

## Rezeption
The Job Lot wurde von den britischen Tageszeitungen entsprechend der gemeinsamen Ausstrahlung mit der Serie Vicious verglichen. In The Guardian bevorzugt Filmkritiker Sam Wollaston die Serie um das Jobcenter, es sei „besser, etwas zu machen, was sich anfühlt wie vor zehn Jahren statt zwanzig“, wie es seiner Meinung bei Vicious ist. Sarah Hadland als Trish und Russell Tovey als Karl würden „nette Darstellungen“ abgeben. Auch sei der Verzicht auf Lachkonserven „sicherlich eine Erleichterung“.
Keith Watson von Metro sieht allerdings in „dem täglichen Zermahlen des Alltags in einem Jobcenter“ einen „harten Kampf“. Er bedauert den „Mangel an Glaubwürdigkeit“ und „das Gefühl, dass die Charaktere nirgendwo hingehen müssen“, trotz der Starbesetzung mit Tovey und Hadland. Mit Beginn der zweiten Staffel würde auch Will Dean von The Independent die Serie als „ziemlich lohnend“ einstufen, wenn sie nicht zu „sitcomartig“ wäre, und erläutert dies anhand der sexuellen Anspielungen einer Episode.
Auf der deutschen Webseite leinwandreporter.com wird die Serie als „charmant-durchgeknallter Geheimtipp“ beschrieben, welcher sich auch mit Comedyserien wie Stromberg messen könne. Bei der Frage nach der Besetzung wird auch Jo Enright als Angela, die „derart trocken[...] jede Szene dominiert“, hervorgehoben. Darüber hinaus wird eine „bedingt amüsante Thematik“ in ihrer Umsetzung gelobt.

## Besetzung und Synchronisation
Die deutsche Synchronisation entstand unter der Dialogregie von Michaela Kametz und Klaus Terhoeven durch die Synchronfirma artaudio GmbH in Köln.
| Rolle                        | Darsteller     | Folge                | Erstausstrahlung | Synchronsprecher    |
| ---------------------------- | -------------- | -------------------- | ---------------- | ------------------- |
| Karl Lyndhurst               | Russell Tovey  | 1–18                 | 2013–2015        | Arne Obermeyer      |
| Patricia „Trish“ Collingwood | Sarah Hadland  | 1–18                 | 2013–2015        | Katja Liebing       |
| Angela Bromford              | Jo Enright     | 1–18                 | 2013–2015        | Kordula Leiße       |
| Janette Hodgkins             | Angela Curran  | 1–18                 | 2013–2015        | Michaela Kametz     |
| Paul Franks                  | Martin Marquez | 1–18                 | 2013–2015        | Stephan Schieberger |
| Bryony West                  | Sophie McShera | 1–5, 9–11, 13–14, 18 | 2013–2015        | Daniela Bette-Koch  |
| Danielle Fisher              | Tamla Kari     | 1–6                  | 2013             | Jenny Bischoff      |
| George Dhot                  | Adeel Akhtar   | 2–7, 9–10, 12        | 2013–2014        |                     |
| Nathalie Mason               | Laura Aikman   | 7–18                 | 2014–2015        |                     |
| Ash                          | Nick Mohammed  | 14–18                | 2015             |                     |

## Episodenliste

### Staffel 1
| Nr. (ges.) | Nr. (St.) | Deutscher Titel            | Originaltitel        | Erstausstrahlung GB | Deutschsprachige Erstausstrahlung (D) | Regie          | Drehbuch      |
| ---------- | --------- | -------------------------- | -------------------- | ------------------- | ------------------------------------- | -------------- | ------------- |
| 1          | 1         | Unter Druck                | Under Pressure       | 29. Apr. 2013       | 20. Apr. 2017                         | Richard Laxton | Claire Downes |
| 2          | 2         | Die Armee                  | Army                 | 6. Mai 2013         | 20. Apr. 2017                         | Luke Snellin   | Claire Downes |
| 3          | 3         | Beschäftigt                | Busy                 | 13. Mai 2013        | 27. Apr. 2017                         | Martin Dennis  | Claire Downes |
| 4          | 4         | Undercover                 | Report               | 20. Mai 2013        | 27. Apr. 2017                         | Martin Dennis  | Claire Downes |
| 5          | 5         | Immer diese Entscheidungen | Decisions, Decisions | 3. Juni 2013        | 4. Mai 2017                           | Martin Dennis  | Claire Downes |
| 6          | 6         | Der Geburtstag             | Birthday             | 10. Juni 2013       | 4. Mai 2017                           | Martin Dennis  | Claire Downes |

### Staffel 2
| Nr. (ges.) | Nr. (St.) | Deutscher Titel      | Originaltitel     | Erstausstrahlung GB | Deutschsprachige Erstausstrahlung (D) | Regie        | Drehbuch      |
| ---------- | --------- | -------------------- | ----------------- | ------------------- | ------------------------------------- | ------------ | ------------- |
| 7          | 1         | Natalie              | Natalie           | 24. Sep. 2014       | 18. Mai 2017                          | Luke Snellin | Claire Downes |
| 8          | 2         | Erste Eindrücke      | First Impressions | 1. Okt. 2014        | 18. Mai 2017                          | Luke Snellin | Claire Downes |
| 9          | 3         | Hoher Besuch         | MP                | 8. Okt. 2014        | 25. Mai 2017                          | Luke Snellin | Claire Downes |
| 10         | 4         | Zurück an die Arbeit | Back To Work      | 15. Okt. 2014       | 25. Mai 2017                          | Luke Snellin | Claire Downes |
| 11         | 5         | Helden               | Heroes            | 22. Okt. 2014       | 1. Juni 2017                          | Luke Snellin | Claire Downes |
| 12         | 6         | Workshop             | Workshop          | 29. Okt. 2014       | 1. Juni 2017                          | Luke Snellin | Claire Downes |

### Staffel 3
| Nr. (ges.) | Nr. (St.) | Deutscher Titel | Originaltitel | Erstausstrahlung GB | Deutschsprachige Erstausstrahlung (D) | Regie         | Drehbuch      |
| ---------- | --------- | --------------- | ------------- | ------------------- | ------------------------------------- | ------------- | ------------- |
| 13         | 1         | Schwanger?      | Pregnant      | 6. Okt. 2015        | 8. Juni 2017                          | Sasha Ransome | Claire Downes |
| 14         | 2         | Die WG          | Flatmate      | 13. Okt. 2015       | 8. Juni 2017                          | Sasha Ransome | Claire Downes |
| 15         | 3         | Der Wohnwagen   | Caravan       | 20. Okt. 2015       | 15. Juni 2017                         | Sasha Ransome | Tom Parry     |
| 16         | 4         | Streik          | Strike        | 27. Okt. 2015       | 15. Juni 2017                         | Sasha Ransome | Claire Downes |
| 17         | 5         | Ranking         | Tour          | 3. Nov. 2015        | 22. Juni 2017                         | Sasha Ransome | Claire Downes |
| 18         | 6         | Das Geheimnis   | Secret        | 10. Nov. 2015       | 22. Juni 2017                         | Sasha Ransome | Claire Downes |

## DVD-Veröffentlichung
Im Vereinigten Königreich erschien die erste Staffel der Serie am 17. Juni 2013 auf DVD.
In Deutschland ist die komplette Serie am 30. Juni 2017 bei polyband erschienen.